# François Krafft
François (Frans) Krafft (Brussel, 17 februari 1729 - Gent, 13 januari 1795) was een componist, organist en kapelmeester in de Oostenrijkse Nederlanden (het huidige België). Hij was kapelmeester aan de Sint-Baafskathedraal te Gent. Hij werd  vaak verward met zijn oudere broer François-Joseph Krafft (geboren circa 1721-overleden circa 1795). Een ander familielid, ook musicus en ook François Krafft geheten, werd geboren in 1733 en overleed rond 1800.

## Leven
Hij was de zoon van Jan-Laurens Krafft, dichter, schrijver, muziekuitgever en componist, en Marie Jeanne Aubersin. Verder is er weinig over zijn leven geweten. Hij was vanaf 1747 als musicus actief te Brussel, en daarnaast ook als drukker. Hij zou compositie geleerd hebben in Italië, misschien onder Francesco Durante, waar hij een prijs won met het motet In convertendo. Het Luikse muziektijdschrift L’Echo publiceerde tussen 1758 en 1769 een dertigtal aria’s van de hand van F. Krafft, waarvan twee afkomstig uit zijn opera Le faux astrologue – in 1763 uitgevoerd in het Nederlands als Den valschen Astrologant. Hij wordt vermeld in de Brusselse Almanach nouveau - ou Le guide fidèle als componist, organist en klavierleraar van 1761 tot 1768. Op 9 januari 1768 trouwt hij met Joanna Catharina Willems in de Brusselse Sint-Niklaaskerk. Op 7 april 1769 wordt hij aangesteld als kapelmeester aan de Gentse Sint-Baafskathedraal. Op dat moment genoot hij al een grote reputatie in de Oostenrijkse Nederlanden. Zijn religieuze werken werden uitgevoerd in diverse grote kerken, zoals de Onze-Lieve-Vrouwekerk te Kortrijk en de Sint-Jan-de-Doperkerk van het Groot Begijnhof te Leuven. Hij behield die betrekking tot hij zijn ontslag aanbood op 23 augustus 1794.

## Werken
- Opera Le faux astrologue of Den valschen Astrologant (1763)
- 3 Motetta
  - Eripe me (a kl., voor sopraan en strijkers),
  - Ecce Panis (G gr., voor solist, gemengd koor en orgel),
  - Benedicamus Domino (C gr., gemengd koor).
- 7 Antiphonae pro tempore Adventus ('O-Antifonen'), 1793, g kl., gemengd koor en orgel.
  - O Sapientia
  - O Adonai
  - O Radix Jesse
  - O Clavis David
  - O Oriens
  - O Rex Gentium
  - O Emmanuel
- Psalmmotetten
  - De Profundis
  - Levavi oculos meos
- Bavonem socio (Hymne voor het vooravondfeest van Sint-Bavo) (d kl., gemengd koor en basso continuo).
- Et vos beata (Hymne voor Allerheiligen) (D gr., gemengd koor en basso continuo).
- Jesu redemptor omnium (Hymne voor Kerstavond) (C gr., gemengd koor en basso continuo)
- 7 klavierstukken voor orgel of klavecimbel (waarvan 3 onvoltooid), 1766
- 3 Magnificats (C gr., F gr., G gr., gemengd koor en orgel)
- Mis in F (gemengd koor, orgel en serpent)
- Missa a tre canti primae classis, (3 soli, gemengd koor en basso continuo).
- Missa di Requiem (Es gr., gemengd koor en orgel), 1765
- Missa in Sabbato Sancto (G gr., gemengd koor en orgel)
- Mis in g klein (gemengd koor en orgel)
- Motet Beatus Vir, (D gr., vier soli, gemengd koor en orkest)
- A Solis Ortu (alleen de sopraanpartij is bewaard)
- Super flumina Babylonis (g kl., voor soli, gemengd koor, strijkers en basso continuo)
- Tu lumen et splendor (Hymne voor Kerstavond) (D gr., gemengd koor en orgel)
- Motet In exitu Israel

Herman Roelstraete heeft vele werken van Krafft aangevuld of gereconstrueerd en uitgegeven.